# Prix NRP de littérature jeunesse
Le prix NRP de littérature jeunesse, créé en 2004 par la Nouvelle Revue Pédagogique, est décerné chaque année à trois romans jeunesse de langue française destinés aux 11-15 ans.

## Objectifs et critères du prix[2],[3]
Ce prix littéraire a ceci de particulier qu'il met en lumière chaque année une sélection de romans jeunesse pouvant intéresser des lecteurs mais aussi des professeurs de lettres du niveau collège. La sélection annuelle est constituée d'une quinzaine de titres, chaque éditeur publiant des romans destinés aux 11-15 ans étant invité à choisir dans son catalogue de l'année un titre original édité en langue française ; sont ainsi exclues les traductions et adaptations d'une œuvre préalablement publiée en langue étrangère.
Le jury, renouvelé tous les ans par appel à candidatures et composé de professeurs de lettres et de professeurs documentalistes des collèges, élit trois lauréats parmi les titres proposés. "Le prix récompense des ouvrages qui présentent de réelles qualités d’écriture. L’intérêt de l’intrigue et des thèmes abordés sont aussi des critères du choix. Les livres primés doivent en effet pouvoir faire l’objet d’une lecture à la maison mais aussi d’une éventuelle exploitation en classe". Parmi les 12 auteurs sélectionnés pour le Prix NRP 2013/2014, on trouve, par exemple : Jean-Philippe Arrou-Vignod, Claire Clément, Mireille Disdero, Chris Donner, Annie Jay, Martin Page, Marie Sellier...

## Palmarès
Lauréats 2004 :
- Paule du Bouchet, Chante, Luna (Gallimard Jeunesse).
- Jacques Cassabois et Charlotte Gastaut, Le premier Roi du monde : l'épopée de Gilgamesh (Le Livre de poche).
- Mikaël Ollivier et Raymond Clarinard, E-den (éditions Thierry Magnier).

Lauréats 2005 :
- Pierre-Marie Beaude, Leïla, les jours (Gallimard Jeunesse).
- Anne Pouget, Les brumes de Montfaucon (Casterman).
- Janine Teisson, Écoute mon cœur (Syros (maison d'édition)).

Lauréats 2006 :
- Yaël Hassan, La Bonne Couleur (Casterman).
- Annie Jay, Au nom du roi... (Hachette Jeunesse).
- Cathy Ytak, Les murs bleus (Syros).

Lauréats 2007 :
- Élisabeth Combres, La mémoire trouée (Gallimard Jeunesse)
- Yaël Hassan, Suivez-moi-jeune-homme (Casterman)
- Xavier-Laurent Petit, Be safe (L'École des loisirs)[7].

Pas de lauréats en 2008 (prix non organisé).
Lauréats 2009 :
- Jean-François Chabas, Prières (L'École des loisirs).
- Christophe Léon, La guerre au bout du couloir (Thierry Magnier).

Lauréats 2010 :
- Jean-Philippe Blondel, Blog (Actes Sud Junior).
- Philippe Nessmann, Au pays des Indiens, la découverte du Far-West (Flammarion).
- Thierry Robberecht, Terminale terminus (Syros).

Lauréats 2011 :
- Gaël Bordet, Petits contes à régler. T.1. Le cas Rubis C. (Bayard).
- Michel Honaker, L'Agence Pinkerton. T.1.Le châtiment des Hommes-Tonnerres (Flammarion).
- Pascale Maret, Vert jade rouge sang (Thierry Magnier).

Lauréats 2012 :
- Thierry Groensteen, Parole de singe (Les Impressions Nouvelles)
- Christophe Lambert (écrivain), Swing à Berlin (Bayard)
- Pascal Vatinel, Le tigre de Baiming (Actes Sud Junior)

Lauréats 2013 :
- Charlotte Erlih, Bacha Posh (Actes Sud Junior)
- Annelise Heurtier, Sweet Sixteen (Casterman)
- Jérôme Leroy (écrivain), Norlande (Syros)

Lauréats 2014,
- Élise Fontenaille, Les Trois sœurs et le dictateur (éditions du Rouergue)
- Johan Heliot, Les Substituts  (Seuil Jeunesse)
- Yann Rambaud, Gaspard des profondeurs (Hachette romans)

Lauréats 2015 :
- Clémentine Beauvais, Les Petites reines (éditions Sarbacane)
- Françoise Dargent, Le Choix de Rudi (Hachette jeunesse)
- Éric Pessan, Aussi loin que possible (L’École des loisirs)

Lauréats 2016 :
- Sylvie Allouche, Twist again (Syros)
- Anne Lanoë, Le Ciel est la limite (Fleurus)
- Bertrand Santini, Hugo de la Nuit (Grasset Jeunesse)

Lauréats 2017
- Orianne Charpentier, Rage,  Gallimard Scripto ;
- Laure Deslandes, Le Collège des éplucheurs de citrouilles, L’École des loisirs ;
- François-Guillaume Lorrain, Le Garçon qui courait,  Sarbacane.